# Гедрюс Арлаускіс
Гедрюс Арлаускіс (лит. Giedrius Arlauskis, нар. 1 грудня 1987, Тельше) — литовський футболіст, воротар клубу «Стяуа» та національної збірної Литви.

## Клубна кар'єра
Народився 1 грудня 1987 року в місті Тельше. Вихованець футбольної школи клубу «Мастіс» (Тельше).
У дорослому футболі дебютував 2005 року виступами за «Шяуляй», в якому провів три сезони, взявши участь у 40 матчах чемпіонату.
На початку 2008 року перейшов до румунської «Унірі» (Урзічень). У сезоні 2008/09 чемпіонату Румунії «Уніря» виграла першість, і Гедрюс був визнаний найкращим воротарем ліги. Після цього у сезоні 2009/10 Ліги чемпіонів, незважаючи на юний вік, Арлаускіс був основним воротарем клубу. 
Своєю грою за останню команду привернув увагу представників тренерського штабу клубу «Рубін», до складу якого приєднався 20 серпня 2010 року. У чемпіонаті Росії дебютував 20 листопада 2010 року в матчі проти петербурзького «Зеніту». Матч завершився з рахунком 2:2. 17 лютого 2011 року провів дебютний матч сезону проти нідерландського «Твенте» в Лізі Європи. Матч закінчився поразкою «Рубіна» з рахунком 0:2. У травні 2014 року у Гедрюса закінчився контракт з клубом, стати основним воротарем так і не зміг, програвши конкуренцію Сергію Рижикову. Футболіст зізнався, що перебував в «Рубіні» заради грошей.
В червні 2014 року на правах вільного агента перейшов в румунський «Стяуа». Відтоді встиг відіграти за бухарестську команду 8 матчів в національному чемпіонаті.

## Виступи за збірну
2008 року дебютував в офіційних матчах у складі національної збірної Литви. Наразі провів у формі головної команди країни 16 матчів.

## Титули і досягнення
- Чемпіон Румунії (5):

«Уніря» (Урзічень): 2008-09
«Стяуа»: 2014-15
ЧФР (Клуж-Напока): 2017-18, 2018-19, 2020-21
- Володар Кубка Росії (1):

«Рубін»: 2011-12
- Володар Кубка Румунії (1):

«Стяуа»: 2014-15
- Володар Кубка румунської ліги (1):

«Стяуа»: 2014-15
- Володар Суперкубка Росії (1):

«Рубін»: 2012
- Володар Суперкубка Румунії (2):

ЧФР (Клуж-Напока): 2018, 2020